# The Wombats
The Wombats – brytyjsko-norweski zespół indierockowy.

## Historia
Zespół założyli pochodzący z Anglii Matthew Murphy i Dan Haggis oraz Norweg Tord Overland-Knudsen, wszyscy trzej poznali się na studiach (Paul McCartney's Liverpool Institute for Performing Arts). W 2006 roku zespół pod szyldem wytwórni Vinyl Records wydał w Japonii album Girls, Boys and Marsupials. W 2007 roku zespół nagrał debiutancką płytę The Wombats Proudly Present:A Guide To Love, Loss And Desperation. Singel "Moving to New York" pojawił się 14 stycznia 2008 r. w Wielkiej Brytanii, a we wrześniu 2008 r. w Polsce.

## Skład
- Matthew Murphy – wokal prowadzący, gitara, keyboard
- Tord Overland-Knudsen – gitara basowa, wokal wspierający
- Dan Haggis – perkusja, wokal wspierający

## Dyskografia

### Albumy
- Girls, Boys and Marsupials (2006)
- The Wombats Proudly Present: A Guide to Love, Loss & Desperation (2007)
- The Wombats Proudly Present: This Modern Glitch (2011)
- Glitterbug (2015)

### Single
- Moving to New York (2006)
- Backfire at the Disco (2007)
- Kill the Director (2007)
- Let's Dance to Joy Division (2007)
- Tokyo (Vampires & Wolves) (2010)
- Jump Into The Fog (2011)
- Anti-D (2011)
- Techno Fan (2011)
- Your Body Is A Weapon (2013)
- Beautiful People Will Ruin Your Life (2018)